# SHOT show
SHOT Show (англ. The Shooting, Hunting, Outdoor Trade Show) — крупнейшая в мире выставка оборудования и снаряжения для охоты и стрелковых видов спорта.
Выставка проходит 1 раз в год (обычно в январе) в США и длится 4 дня. Последние годы и в ближайшие несколько лет выставка проходит в Лас-Вегасе (до этого выставка проходила поочередно в Лас-Вегасе и Орландо). Последняя выставка проходила с 23 по 26 января 2018 года.
Основными категориями продукции, представляемой на выставке, являются:
- оружие;
- амуниция (боеприпасы);
- оптика;
- арбалеты;
- одежда и обувь;
- прочие охотничьи и туристические товары, а также услуги.

Участниками выставки являются как крупные, так и мелкие компании из более чем 100 стран (в том числе России и других стран бывшего СССР). Кроме самой выставки, во время её проведения в выставочном комплексе организуются различные обучающие семинары, тренинги и т. п. по данной тематике.